# Giuseppe Saronni
Giuseppe "Beppe" Saronni, född 22 september 1957 i Novara, är en italiensk före detta tävlingscyklist.
Saronnis professionella karriär varade från 1977–1989 och han vann under den tiden 193 tävlingar. Bland dessa var 24 stycken etappsegrar i Giro d'Italia. En tävling Saronni också vann totalt 1979 och 1983. Saronni vann också världsmästerskapens linjelopp 1982 i engelska Goodwood där han slog amerikanen Greg LeMond. Under säsongen 1981 slutade han två i världsmästerskapen efter belgaren Freddy Maertens. Under 1982 vann Saronni Lombardiet runt.
Efter ha avslutat den aktiva karriären har Saronni varit kvar inom cykelsporten och jobbar idag som manager för Lampre-Fondital.

## Meriter

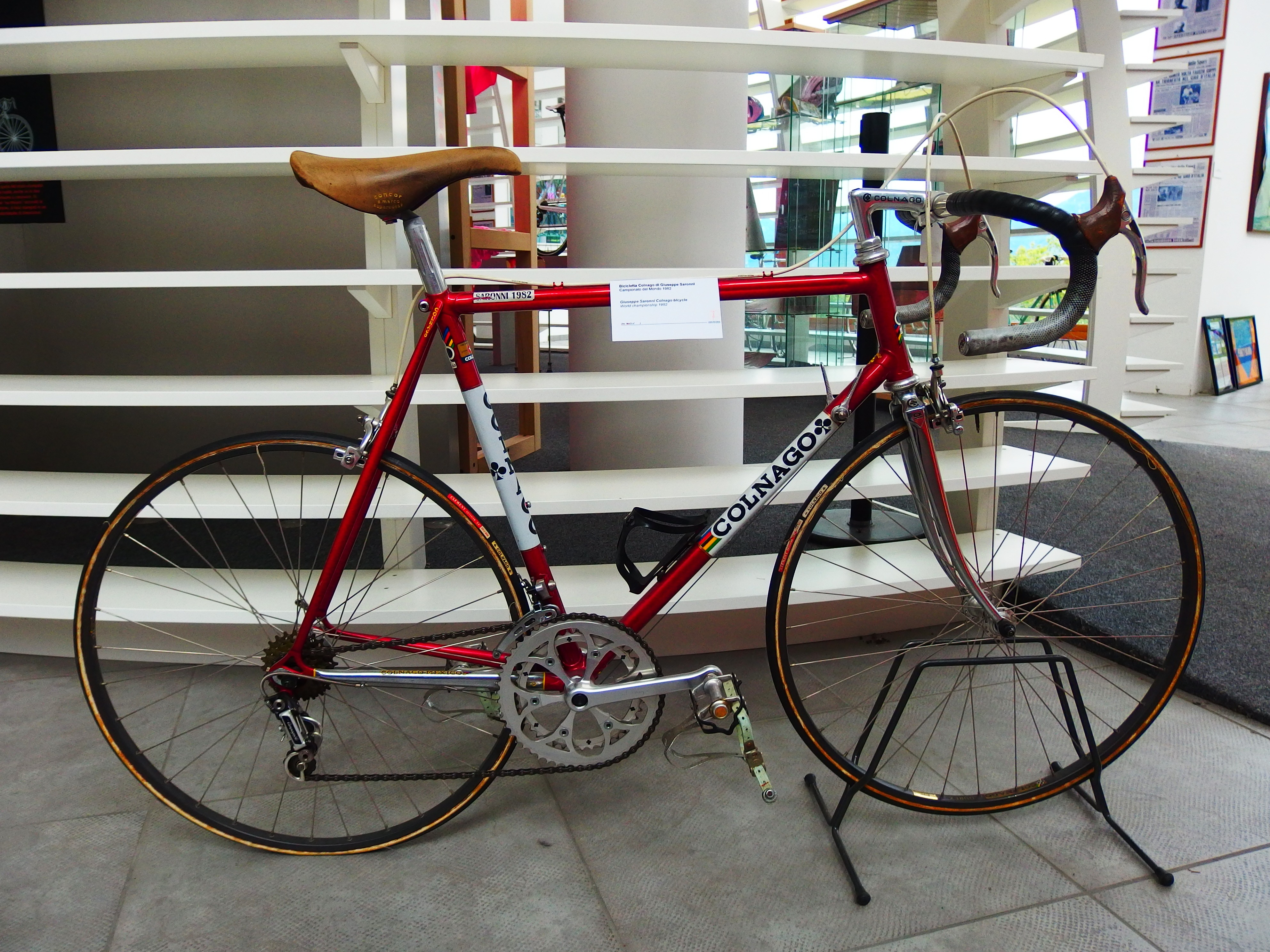
Saronnis cykel från VM 1982.

1977
Giro del Veneto
Tre Valli Varesine
1978
Tirreno–Adriatico
Giro d'Italia, 3 etapper
Coppa Agostoni
Giro di Puglia
1979
Giro d'Italia, 3 etapper
 Totalseger
 Poängtävlingen
Züri Metzgete
Romandiet runt
Grand Prix du Midi Libre
Tre Valli Varesine
Trofeo Baracchi (med Francesco Moser)
1980
La Flèche Wallonne
Giro d'Italia, 7 etapper
 Poängtävlingen
 Nationsmästerskapens linjelopp
Tre Valli Varesine
Coppa Bernocchi
Trittico Lombardo
Giro di Puglia
1981
Giro d'Italia, 3 etapper
 Poängtävlingen
Giro di Romagna
Trofeo Laigueglia
Coppa Bernocchi
Giro dell'Etna
1982
 Världsmästerskapens linjelopp
Lombardiet runt
Giro d'Italia, 3 etapper
Schweiz runt
Tirreno–Adriatico
Giro del Trentino
Milano-Turin
Coppa Agostoni
1983
Giro d'Italia, 3 etapper
 Totalseger
 Poängtävlingen
Milano–San Remo
Vuelta a España, 2 etapper
Sassari–Cagliari
1985
Giro d'Italia, 2 etapper
1986
Trofeo Baracchi (med Lech Piasecki)
1988
Tre Valli Varesine
Giro di Puglia

## Stall
- Scic 1977–1979
- Gis Gelati 1980–1981
- Del Tongo 1982–1988
- Malvor-Sidi 1989
- Diana-Colnago 1990